# Хосе Саломон
Хосе Саломон (ісп. José Salomón, 9 липня 1916, Ла-Плата — 22 січня 1990) — аргентинський футболіст, що грав на позиції центрального захисника, зокрема за клуб «Расінг» (Авельянеда), а також національну збірну Аргентини, у складі якої — триразовий переможець чемпіонату Південної Америки.

## Клубна кар'єра
У дорослому футболі дебютував 1935 року виступами за команду «Тальєрес» (Ремедіос), в якій провів чотири сезони, взявши участь у 93 матчах чемпіонату. 
Привернувши увагу представників тренерського штабу «Расінга» (Авельянеда), перейшов до його команди у 1939. Протягом наступних семи сезонів був у ній основним гравцем захисту. Після важкої травми, отриманої на початку 1946 року в матчі за збірну, фактично завершив ігрову кар'єру.
Згодом, відновивившись від ушкодження, робив спроби повернутися на футбольне поле — протягом 1947 року грав за уругвайський «Ліверпуль» (Монтевідео), а 1950 року провів дев'ять матчів за рідний «Тальєрес» (Ремедіос).

## Виступи за збірну
1940 року дебютував в офіційних матчах у складі національної збірної Аргентини.
Наступного року поїхав у складі національної команди до Чилі на чемпіонат Південної Америки 1941, на якому взяв участь у всіх чотирьох іграх аргентинців і допоміг їм завоювати їх шостий в історії титул найсильнішої збірної континенту.   
На наступній першості Південної Америки 1942 року виходив на поле у стартовому складі команди на всі шість ігор турніру, переможцями якого стали його господарі, збірна Уругваю, а аргентинці здобули «срібло».
Черговий чемпіонат Південної Америки проходив 1945 року знову в Чилі, а Соломон продовжував був стабільним гравцем стартового складу, знову провівши шість із шести матчів змагання і здобувши свій другий титул чемпіона континенту.
На своєму четвертому чемпіонаті Південної Америки 1946 року, який був для аргентинців домашнім, Саломон знову провів усі матчі (цього разу їх було п'ять) і здобув свій третій титул континентального чемпіона, однак отримав важку травму, яка фактично завершила його ігрову кар'єру. Інцидент відбувся в останньому матчі турніру, в якому по суті вирішувалася доля золотих нагород, адже лідерам турнірної таблиці аргентинцям протистояла збірна Бразилії, яка у випадку перемоги обходила господарів турніру. На тридцятій хвилині гри за рахунку 0:0 нападник бразильців Жаїр у боротьбі за м'яч стрибнув у ноги Саломону, зламавши йому великогомілкову і малогомілкову кістки. Епізод спричинив штовханину між гравцями обох команд, а також масове вибігання на поле аргентинських уболівальників, які переповнили стадіон «Монументаль». Команди під захистом поліції були виведені до роздягалень, а коли порядок на стадіоні було поновлено, повернулися на поле і дограли матч, перемогу в якому завдяки дублю Норберто Мендеса святкували аргентинці. Інцидент мав негативні наслідки не лише для здоров'я і кар'єри Саломона, але й для аргентино-бразильських відносин. Зокрема футбольні збірні цих країн протягом наступного десятиріччя не провели між собою жодної гри, у тому числі почергово відмовляючись від участі у чемпіонатах Південної Америки протягом другої половини 1940-х і першої половини 1950-х років.
Загалом протягом кар'єри у національній команді, яка тривала 7 років, провів у її формі 44 матчі, з них 21 — в рамках континентальних першостей, що стало рекордом аргентинської збірної, який зумів повторити лише Оскар Руджері у 1990-х.
Помер 22 січня 1990 року на 74-му році життя.

## Титули і досягнення
- Переможець чемпіонату Південної Америки (3):

Аргентина: 1941, 1945, 1946
- Срібний призер Чемпіонату Південної Америки: 1942